# Antonio Colturato

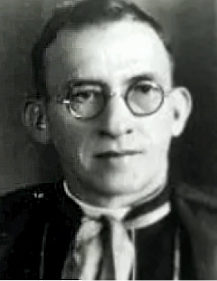
Antonio Colturato

Antonio Colturato OFMCap (* 21. März 1886 in Boschi Sant’Anna, Provinz Verona, Italien; † 5. Mai 1946) war ein italienischer Ordensgeistlicher und römisch-katholischer Bischof von Botucatu.

## Leben
Antonio Colturato trat der Ordensgemeinschaft der Kapuziner bei und empfing am 6. März 1909 das Sakrament der Priesterweihe.
Am 2. August 1929 ernannte ihn Papst Pius XI. zum Bischof von Uberaba. Der Erzbischof von São Paulo, Leopoldo Duarte e Silva, spendete ihm am 4. Oktober desselben Jahres die Bischofsweihe; Mitkonsekratoren waren der Bischof von Campinas, Francisco de Campos Barreto, und der Bischof von Sorocaba, José Carlos de Aguirre.
Am 12. April 1938 bestellte ihn Pius XI. zum Bischof von Botucatu.